# Ivan Mokanov
Ivan Mokanov est un ancien joueur de football et entraineur bulgare.
Ivan Mokanov a joué 210 matchs et a marqué quatorze buts dans sa carrière au SC Vladislav et le successeur du club Ticha-Vladislav (1928-1945) dans la league régionale de Varna et la compétition nationale bulgare. Il fut champion et gagna la coupe en 1934. Il fut sélectionné quatre fois pour l’équipe nationale. Mokanov resta dans l'équipe de Varna jusqu'en 1960 et la période de 1964-68 quand l'équipe était déjà connu sous le nom de Tcherno More. Il fut diplômé de l'académie de coaching en 1948 et récompenser par un prix d'honneur en 1963. Avec ses 52 ans de service au club, Ivan Mokanov est synonyme de loyauté au club.

## Biographie

### Carrière de joueur
Ivan Mokanov commença sa carrière chez les jeunes de Vladislav en 1928 et deux ans plus tard il s'est établi comme défenseur titulaire dans l'équipe première. Dans la formation 2-4-4, populaire à l'époque, Mokanov était un pilier de la défense. Il était connu pour sa puissance de frappe, très appréciée à l'époque, pour les long ballons. C'est aussi pour cela que Mokanov était devenu le tireur de penaltys de l'équipe où il n'a raté qu'un seul tir. Après la victoire du championnat le 16 septembre 1934, Mokanov fut élu meilleur joueur contre Slavia Sofia par le journal Sport . Il était le capitaine de Vladislav et jouait les coach dans la période de pré-guerre de 1937 a 1944 et pendant la transformation du club en Ticha-Vladislav après la Seconde Guerre mondiale.

### Carrière internationale
Ivan Mokanov a fait ses débuts en national le 21 mai 1933 a Madrid contre l'Espagne et a fait sa dernière apparition dans l'équipe le 6 juin 1940 a Sofia contre la Slovaquie.

### Carrière d'entraîneur
En tant que coach, Mokanov était connu pour son talent à détecter les jeunes talents. Il a entrainé des joueurs tels que Nedko Nedev, Ivan Derventski, Spas Kirov, Stefan Bogomilov, Bozhil Kolev, Stefan Yanev, Damyan Georgiev, Todor Marev. Certains d'entre eux on atteint l'équipe national et d'autre on fait carrière dans l'équipe de Sofia, qui était un exploit à l'époque. Il coacha l'équipe première de 1953 qui finit 3e. Avec ses 4 ans de joueur et coach au Vladislav et 17 ans en tant que coach principal a Tcherno More, Ivan Mokanov est toujours celui ayant servi le plus longtemps un club que n'importe quel coach en club Bulgare. Sous sa tutelle, Cherno More a accompli plusieurs victoires prestigieuses, contre Ajax Amsterdam le 8 juin 1966 a Varna (3-1) et en Angleterre le même été, l’équipe de Varna gagna contre Nottingham Forest (1-0). Prenant de l'âge, Ivan Mokanov fut une dernière saison (1979-80) pour diriger l'équipe qui était en crise. Pour sa contribution au club, des mesures se prennent pour ériger une statue de bronze d'Ivan dans le stade de Ticha, par remerciement des supporters.